# Roger Crouch
Roger Keith Crouch (Jamestown, 12 settembre 1940) è un ex astronauta statunitense.
Ha partecipato alle missioni STS-83 e STS-94 dello Space Shuttle, in qualità di specialista di carico del Massachusetts Institute of Technology.